# New Hartford (New York)
Pour les articles homonymes, voir New Hartford.
Ne doit pas être confondu avec New Hartford (village, New York).
New Hartford est une ville (town) du comté d'Oneida dans l'État de New York, aux États-Unis.

## Personnalités liées
- Maria DeJoseph Van Kerkhove (1977-), épidémiologiste américaine.